# ناحیه واش‌وار
ناحیهٔ واش‌وار (به مجاری:  Vasvári járás) یک ناحیه در مجارستان است که در شهرستان واش واقع شده‌است. ناحیهٔ واش‌وار ۳۷۴٫۱۴ کیلومتر مربع مساحت و ۱۳٬۷۶۷ نفر جمعیت دارد.